# والتر رابینسون
والتر وی. رابینسون (انگلیسی: Walter V. Robinson؛ زادهٔ ۱۳ ژانویهٔ ۱۹۴۶) روزنامه‌نگار اهل ایالات متحده آمریکا است. وی گزارشگر تحقیقی بوستون گلوب است که به مدت ۳۴ سال در آنجا به عنوان خبرنگار و ویراستار کار کرده‌است.

## زندگی‌نامه و فعالیت
رابینسون از سال ۲۰۰۷ تا ۲۰۱۴ استاد ارشد روزنامه‌نگاری  تحقیقی در دانشگاه نورت ایسترن بوستون ماساچوستبود. وی در حال حاضر ویراستار خبرنگار در تردد بوستون گلوب و همچنین استاد روزنامه‌نگاری دونالد رینولدز در مدرسه روزنامه‌نگاری و ارتباطات جمعی در دانشگاه ایالتی آریزونا است و همچنین استاد تمرین در دانشگاه نورت‌ایسترن می‌باشد. رابینسون با پوشش دادن به موارد سوءاستفاده‌های جنسی در کلیسای کاتولیک رومی، که با بوستون گلوب آن را منعکس کرد شخصاً برنده جایزه پولیتزر ۲۰۰۳ برای خدمات عمومی شد. آخرین تحقیق رابینسون در پیگیری تیم اسپات‌لایت به نام بدهکار جهنم نامیده شد که در آن روش‌های جمع‌آوری کنندگان بدهی را افشا کرد. این کار باعث شد برنده جایزه پولیتزر ۲۰۰۷ شود.
رابینسون از دبیرستان کالج بوستون و دانشگاه نورت‌ایسترن فارغ‌التحصیل شد. در دهه ۱۹۶۰ رابینسون تحصیلات دانشگاهی خود را متوقف کرد تا به ارتش بپیوندد. او در ژانویه ۱۹۶۸ به درجه ستوان دومی رسید. پس از دو سال در هاوایی، کاپیتان رابینسون به عنوان یک افسر اطلاعاتی با اولین بخش سواره‌نظام در ۱۹۷۰ برای خدمت راهی ویتنام شد. رابینسون هنگامی که در بوستون گلوب بود در این دوران یک خبرنگار محلی، ایالتی و ملی بود.او به‌طور مفصل در مورد غارت هزاران آثار هنری فرهنگی در دوران جنگ جهانی دوم کتاب نوشته‌است. او به چهار انتخابات ریاست‌جمهوری در سال‌های ۱۹۸۴، ۱۹۸۸، ۱۹۹۲، و ۲۰۰۰ پوشش داد. در سال‌های ۱۹۹۰ و ۱۹۹۱، او اولین سردبیر خاور میانه روزنامه گلوب سیتی بود و اولین جنگ خلیج فارس را پوشش داد. رابینسون از سال ۱۹۹۲ تا ۱۹۹۳ سردبیر این روزنامه و دستیار سردبیر اخبار محلی از سال ۱۹۹۳ تا ۱۹۹۶ بود. او از سال ۱۹۹۷ تا ۱۹۹۹، خبرنگار اعزامی خارجی و خبرنگار ویژه اعزامی این روزنامه بوده‌است. او در این دوره از بیش از ۳۰ کشور خارجی و ۴۸ ایالت دیگر گزارش تهیه کرد. رابینسون به عنوان دستیار به مدت هفت سال مسئول تحقیقات، تیم اسپات‌لایت تا سال ۲۰۰۶ بود. در سال ۱۹۹۸، اولین جایزه مؤسسه باستان‌شناسی را برای خدمات عمومی دریافت کرد.

## تقدیرها
علاوه بر جایزه پولیتزر برای خدمات عمومی، بوستون گلوب، او جایزهٔ گولت اسمیت را به خاطر گزارش‌های تحقیقاتی از دانشگاه هاروارد دریافت کرد، جوایز خبرنگاران و ویراستاران تحقیق، جایزه حلقه سلدن و جایزه وورت بیانگام را نیز دریافت کرد، همه آنها به خاطر پوشش دادن به رسوای در کلیسای کاتولیک بوستون بود.
رابینسون موفق به دریافت جایزه مؤسسه باستان‌شناسی آمریکا و جایزه برجسته عمومی در سال ۱۹۹۸ شد،
در همان زمان (۱۹۹۷–۱۹۹۸)، رابینسون به تجارت و نمایش در زمان نازی‌ها در طول جنگ جهانی دوم را در موزه هنرهای تجسمی پوشش داد. رابینسون توسط مایکل کیتون در سال ۲۰۱۵ با فیلم اسپات لایت، برنده بهترین تصویر در ۸۸جایزه اسکار شد.